# Йеменско-турецкие отношения
Йеменско-турецкие отношения — двусторонние дипломатические отношения между Йеменом и Турцией. Йемен получил в 1918 году независимость от Турции, но до конца 1980-х годов отношения двух стран были слабыми. Турецкое посольство в Йемене открылось лишь в 1988 году. Отношения активизировались в 2005 году, когда йеменский премьер-министр посетил Анкару, а турецкий премьер-министр совершил визит в Йемен. С 2017 года Турция превратилась в одного из основных поставщиков гуманитарной помощи в Йемен.

## История
В XVI веке Йемен был включён в состав Османской империи, частью которой оставался до конца Первой мировой войны. Расположенные в Йемене порт Ходейда и дороги Ходейда-Сана и Ходейда-Таиз использовались для поставок продовольствия и переброски войск — на африканском берегу Красного моря были размещены османские вооружённые силы, что обеспечивало Турции контроль над Красным морем.
В 1918 году имам Яхья бин Мухаммед Хамид-ад-Дин провозгласил независимость Йемена. До середины 1980-х годов отношения между Йеменом и Турцией были слабыми: между двумя странами отсутствовала общая граница, экономическое сотрудничество было незначительным. В 1984 году премьер-министр Турции Т. Озал вместе с турецкими бизнесменами посетил ряд азиатских стран, но нестабильный Йемен тогда оказался непривлекательным для турецких деловых кругов.
В 1986 году Т. Озал совершил официальный визит в Йемен. В 1988 году было открыто посольство Турции в Сане. После этого двусторонние отношения оставались незначительными до 2005 года.
В июле 2005 года министр иностранных дел Турции А. Гюль посетил Йемен в рамках заседания Организации исламской конференции. После этого премьер-министр Йемена А. К. Баджамаль совершил рабочую поездку в Анкару. В октябре 2005 года премьер-министр Турции Р. Т. Эрдоган посетил Йемен.
В 2008 году президент Йемена А. А. Салех встретился с А. Гюлем в Анкаре. В ходе встречи обсуждали вопросы региональной безопасности, положение в Палестине и в Ираке. В составе йеменской делегации были бизнесмены.
В 2009 году во время вооружённого противостояния в Йемене Министерство иностранных дел Турции опубликовало заявление о том, что Турция выступает за сохранение территориальной целостности Йемена. 20 — 21 октября 2012 года Йемен посетил с официальным визитом министр иностранных дел Турции А. Давутоглу. Во время военной операции Саудовской Аравии в Йемене, начатой в 2015 году, власти Турции поддержали действия Саудовской Аравии и предложили логистическую поддержку.
Турция поддерживала президента Йемена А. М. Хади. В 2015 году Р. Т. Эрдоган призвал Иран прекратить поддержку хуситов в Йемене. 16 — 18 февраля 2016 года по приглашению Р. Т. Эрдогана М. Хади совершил визит в Турцию. Из Турции в Аден были доставлены 6 тысяч тонн гуманитарной помощью стоимостью 7,5 млн долларов.
В 2017 году интерес Турции к Йемену усилился. В 2017 году Турция открыла военную базу в Сомали и получила права аренды острова Суакин, где в прошлом располагались вооружённые силы Османской империи. Турция превратилась в крупного поставщика гуманитарной помощи в Йемен. В 2017 году Турция предоставила в Йемене гуманитарную помощь более чем 550 тысячам человек. Турция поддержала заключённое в декабре 2018 года между правительством Йемена и хуситами Стокгольмское соглашение, согласно которому Ходейда должна была перейти под контроль ООН.